# Pere Coll i Rigau
Pere Coll i Rigau (Torroella de Montgrí, 1853 – Pals, 1918) va ser un empresari i agricultor català. Als 13 anys va viatjar a Cuba, on va fer fortuna, principalment, gràcies a una fàbrica de mistos. Va tornar el 1894 a Pals, on va comprar diverses finques. A una d'elles, el mas Gelabert, hi va reiniciar el cultiu de l'arròs a la plana de Pals, abandonat des de feia gairebé un segle. El marquès de Torroella es va oposar al cultiu de l'arròs, que seria prohibit el 1907 adduint motius de salut. El 1909, però, va ser autoritzat després per la campanya engegada a favor d'aquest cultiu.
La nissaga d'indians descendents de Pere Coll i Rigau va ser un dels impulsors a finals del segle xix i inicis del segle xx del conreu d'arròs de Pals. Va ser el pare de Pere Coll i Llach, polític i empresari, amic del president Companys, i que tot i haver militat a la Unión Patriótica de José Antonio Primo de Rivera, fou mecenes del diari La Humanitat i Comisari d'Ordre Públic de la Generalitat de Catalunya fins als fets d'octubre.
Josep Pla va dedicar-li un homenot.